# Play Dead
Play Dead is de derde single afkomstig van het debuutalbum van de IJslandse zangeres Björk genaamd Debut en in Nederland het meest succesvolle nummer van Björk ooit in de hitlijsten.
Play Dead is een lied uit de film The Young Americans en is in Europa en Japan toegevoegd aan een latere versie van Björk's album Debut.
De bijhorende videoclip is geregisseerd door Danny Cannon.

## Uitgave
De cd-single bevatte de volgende tracks:
1. Play dead (tim simenon 7inch remix) (album version)
2. Play dead (tim simenon orchestral mix)
3. Play dead (tim simenon 12inch remix)
4. End titles / play dead (original film mix)

| Play Dead in de Nederlandse Top 40 (binnenkomst:18-12-1993) | Play Dead in de Nederlandse Top 40 (binnenkomst:18-12-1993) | Play Dead in de Nederlandse Top 40 (binnenkomst:18-12-1993) | Play Dead in de Nederlandse Top 40 (binnenkomst:18-12-1993) | Play Dead in de Nederlandse Top 40 (binnenkomst:18-12-1993) | Play Dead in de Nederlandse Top 40 (binnenkomst:18-12-1993) | Play Dead in de Nederlandse Top 40 (binnenkomst:18-12-1993) | Play Dead in de Nederlandse Top 40 (binnenkomst:18-12-1993) | Play Dead in de Nederlandse Top 40 (binnenkomst:18-12-1993) |
| Week                                                        | 50                                                          | 51                                                          | 1                                                           | 2                                                           | 3                                                           | 4                                                           | 5                                                           | 6                                                           |
| ----------------------------------------------------------- | ----------------------------------------------------------- | ----------------------------------------------------------- | ----------------------------------------------------------- | ----------------------------------------------------------- | ----------------------------------------------------------- | ----------------------------------------------------------- | ----------------------------------------------------------- | ----------------------------------------------------------- |
| Position                                                    | 25                                                          | 14                                                          | 11                                                          | 10                                                          | 13                                                          | 19                                                          | 28                                                          | uit                                                         |